# Marfim

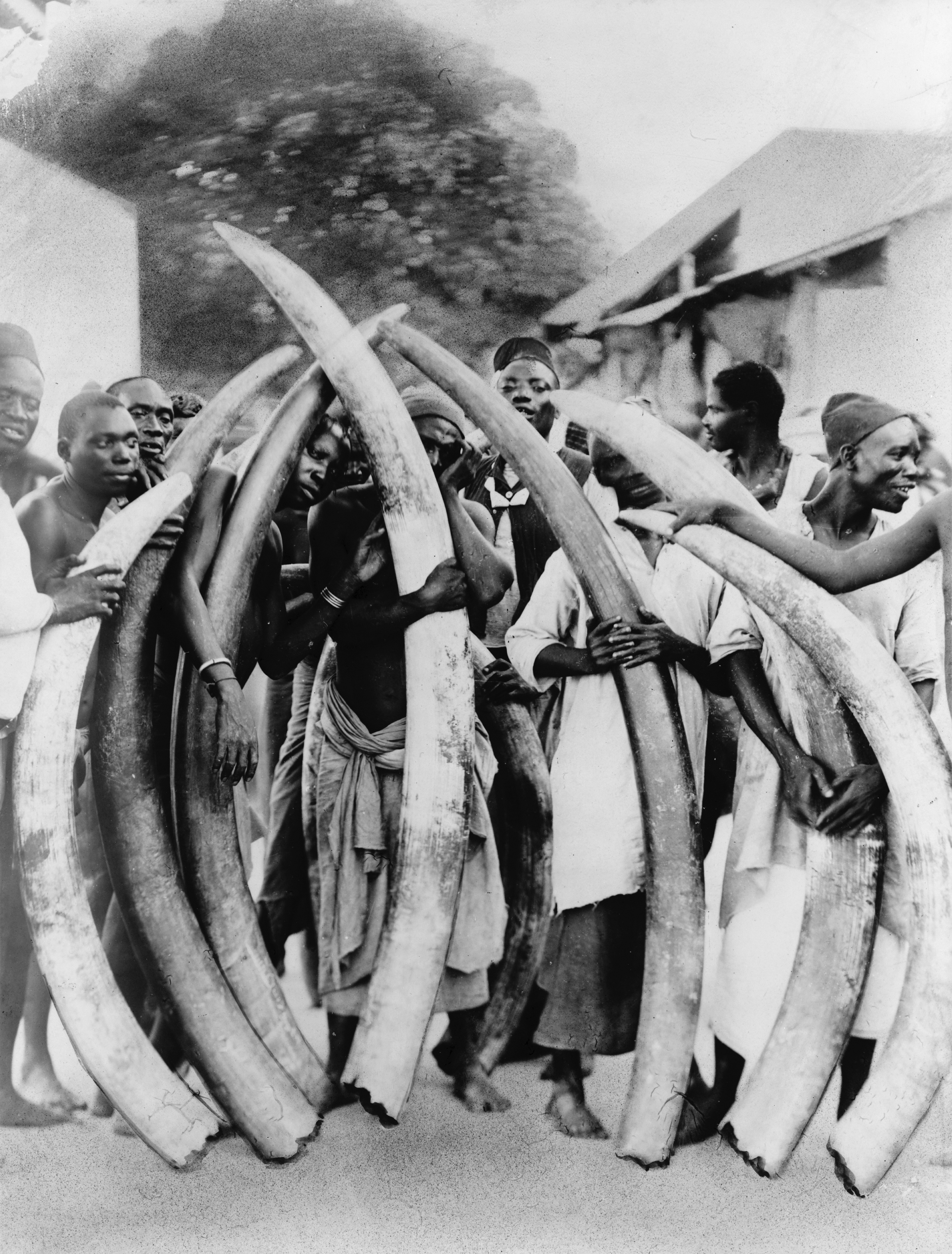
Presas de elefante, de onde se extrai o marfim.

Marfim é um material duro e branco das presas (tradicionalmente de elefantes) e dentes de animais, que consiste principalmente em dentina, uma das estruturas físicas dos dentes e presas. A estrutura química dos dentes e presas dos mamíferos é a mesma, independentemente da espécie de origem, mas o marfim contém estruturas de colágeno mineralizado. O comércio de certos dentes e presas além do elefante está bem estabelecido e difundido; portanto, "marfim" pode ser usado corretamente para descrever quaisquer dentes ou presas de mamíferos de interesse comercial que sejam grandes o suficiente para serem esculpidos ou entalhados.
Além do marfim natural, o marfim também pode ser produzido sinteticamente, portanto (ao contrário do marfim natural) não exigindo a recuperação do material de animais.

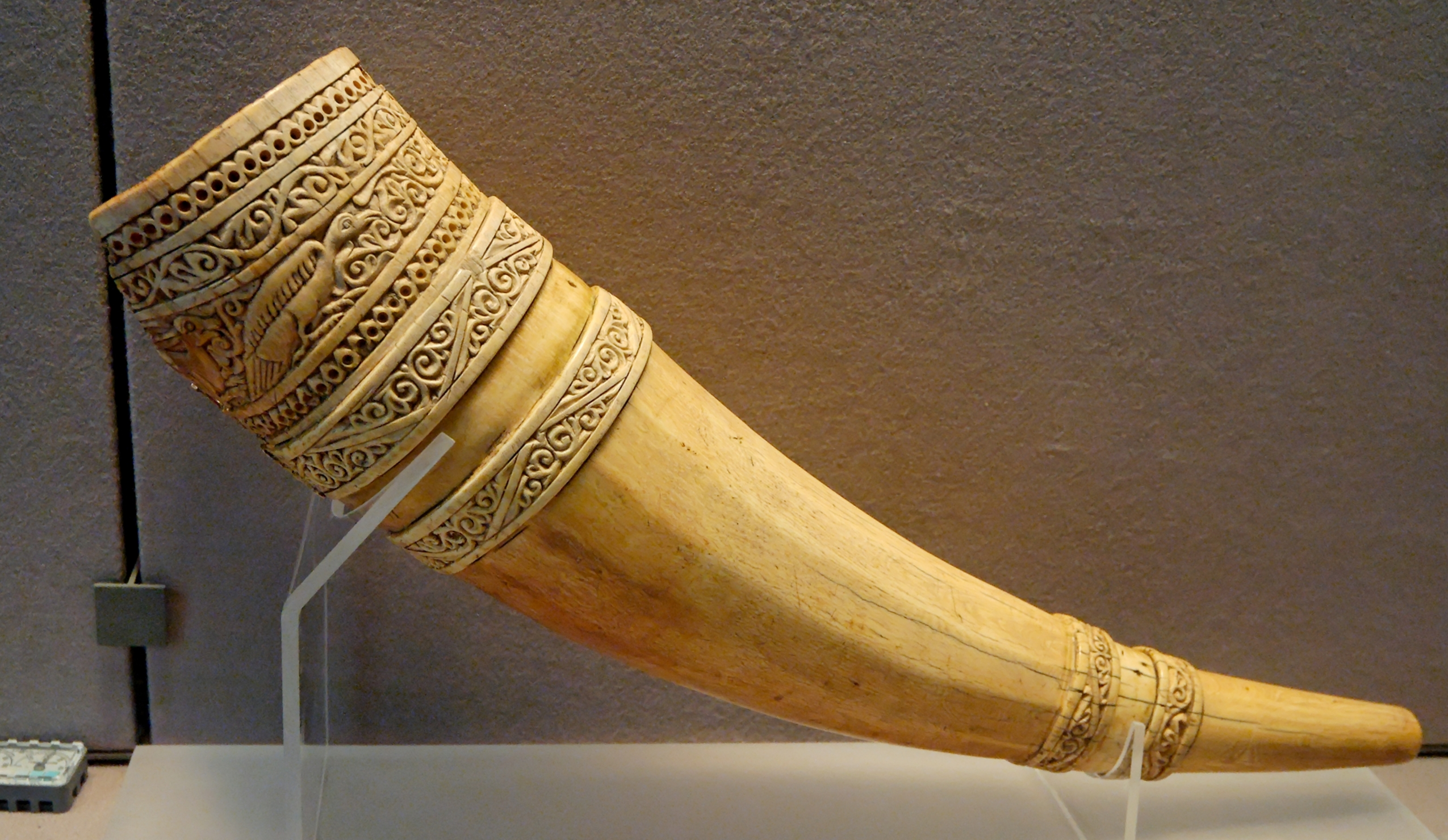
Presa de elefante esculpida italiana do século XI, Louvre.

O comércio de produtos acabados de marfim tem sua origem no Vale do Indo. O marfim é um produto principal que é visto em abundância e foi usado para comércio na civilização Harappan. Os produtos acabados de marfim que foram vistos nos sites de Harapa incluem alfinetes, furadores, ganchos, pinos, pentes, peças de jogos, dados, incrustações e outros ornamentos pessoais.

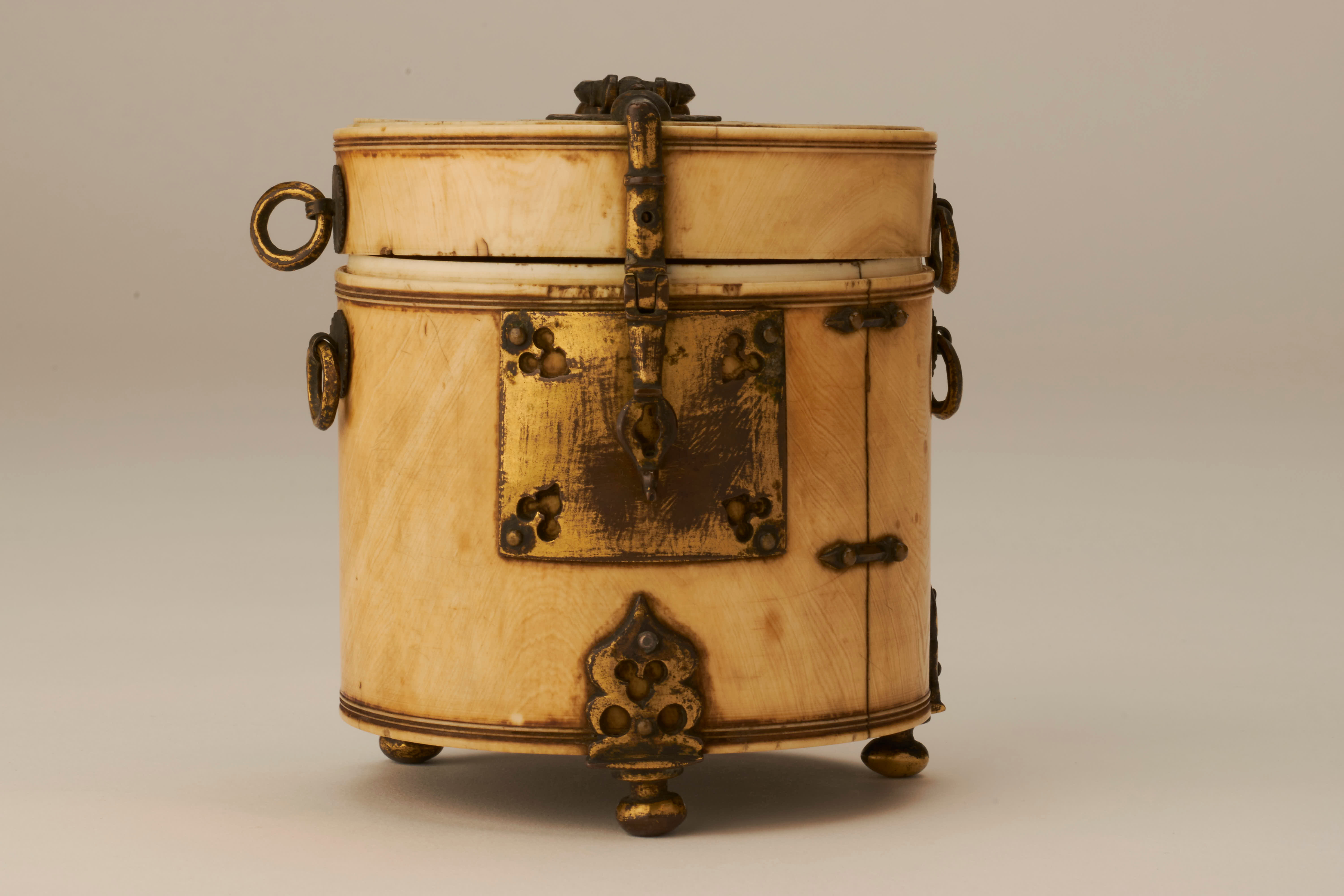
Caixão cilíndrico de marfim, siculo-árabe, Museu da Caça na cidade de Limerick, na Irlanda

O marfim tem sido valorizado desde os tempos antigos na arte ou na fabricação para fazer uma variedade de itens, desde esculturas de marfim até dentes falsos, teclas de piano, leques e dominós. O marfim de elefante é a fonte mais importante, mas marfim de mamute, morsa, hipopótamo, cachalote, orca, narval e javali também são usados. Os alces também têm dois dentes de marfim, que se acredita serem restos de presas de seus ancestrais.
O comércio nacional e internacional de marfim natural de espécies ameaçadas, como elefantes africanos e asiáticos, é ilegal.